# Ipomoea walcottiana
Ipomoea walcottiana är en vindeväxtart som beskrevs av J. W. Rose. Ipomoea walcottiana ingår i släktet praktvindor, och familjen vindeväxter. Inga underarter finns listade i Catalogue of Life.